# Ferrocarriles Nacionales Japoneses
Los Ferrocarriles Nacionales Japoneses (日本国有鉄道 Nippon Kokuyū Tetsudō?), generalmente abreviado JNR por el acrónimo inglés de Japanese National Railways, o en japonés como Kokutetsu (国鉄), fue el órgano que operó la red nacional ferroviaria de Japón desde 1949 hasta 1987, año en que fue privatizada y sustituida por el grupo Japan Railways que sigue operando hasta la actualidad.

## Historia
El término Kokuyū Tetsudō ("ferrocarril estatal") originalmente hacía referencia a aquellas líneas ferroviarias operadas por compañías nacionalizadas que se encontraban bajo control del Estado Japonés tras las nacionalizaciones de 1906 y 1907. Posteriormente, el Ministerio de Ferrocarriles y del Ministerio de Transportes y Comunicaciones tomó el control de la red. Los ministerios utilizan la denominación inglesa de Japanese Government Railways (JGR) para referirse a su red ferroviaria. Durante la Segunda Guerra Mundial, muchas líneas de la JGR fueron desmanteladas para suministrar acero al esfuerzo bélico. En 1949, la antigua JGR se reorganizó en la nueva JNR, una corporación pública de carácter estatal de mediante una directiva de la Comando Supremo de las Fuerzas Aliadas en Tokio.

### Expansión de los Shinkansen

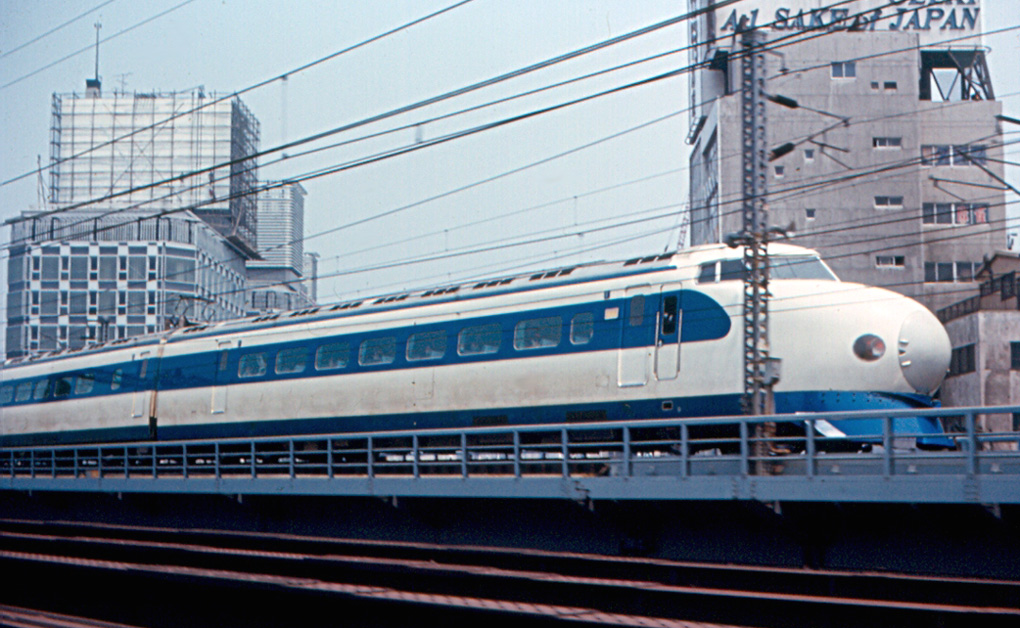
Shinkansen de la Serie 0 en Yurakucho, en 1967

Durante muchos años la JNR disfrutó de numerosos éxitos, incluyendo la inauguración el 1 de octubre de 1964 del servicio alta velocidad "Shinkansen" que coincidió con los Juegos Olímpicos de Tokio 1964. Esta primera línea fue la Tōkaidō Shinkansen, que unía la capital con Osaka y Kioto. 
El éxito inicial de la Tōkaidō Shinkansen permitió extender la primera línea al oeste, la línea Sanyō Shinkansen, que une las ciudades de Hiroshima con Fukuoka. Esta línea tiene una longitud de 553,7 kilómetros, de los cuales el 51 % transcurren por túneles y otro 38 % por viaductos. La Sanyō Shinkansen se completó y entró en funcionamiento en el año 1975. El primer ministro japonés de la época, Kakuei Tanaka, fue un ferviente partidario del Shinkansen, y su gobierno propuso una extensa red de líneas paralelas a la mayoría de las líneas convencionales de Japón. Siguiendo este plan se construyeron dos nuevas líneas, las llamadas Tōhoku Shinkansen (de 496,5 kilómetros de longitud), la cual unía a Tokio con Hachinohe, y la Jōetsu Shinkansen (de 269,5 kilómetros de longitud), entre Tokio y Niigata, la cual transcurre por un tramo de la Tōhoku Shinkansen. Ambas líneas fueron inauguradas en el año 1982 y 1987, respectivamente.
Sin embargo, la JNR no era una empresa estatal, y su contabilidad iba independiente del presupuesto nacional nipón. Numerosas líneas ferroviarias rurales sin suficientes pasajeros comenzaron a presionar su gestión y mantenimiento, creando más deuda interna. Otras tantas líneas planeadas de la red Shinkansen se retrasaron o retiraron por completo cuando los Ferrocarriles Nacionales aumentaron sus deudas, como lo ocurrido en la Narita Shinkansen, línea que debía unir la capital con el Aeropuerto Internacional de Narita, pero que fue cancelada y eliminada oficialmente del plan básico que rige la construcción de las líneas de Shinkansen. Todo esto se debió en gran parte a los altos costes de construcción de la red Shinkansen. De hecho, desde la apertura del Tōkaidō Shinkansen en 1964, las cuentas de la compañía estuvieron en números rojos.

### Etapa conflictiva
Años después de su creación, la JNR se convirtió en objetivo de activistas radicales: El 21 de octubre de 1968 grupos extremistas de estudiantes celebraron el "Día internacional contra la guerra" ocupando y vandalizando la Estación de Shinjuku en Tokio. Estos criticaban que la JNR colaborara en la Guerra de Vietnam operando los trenes de mercancías que transportaban el combustible para los bombarderos norteamericanos. El 29 de noviembre de 1985 algunos militantes de los sindicatos ferroviarios, que se oponían a la privatización de la JNR, sabotearon los cables de 33 puestos de señales a lo largo de la línea ferroviaria entre Tokio y Osaka, llegando incluso a prender fuego a la Estación de Asakusabashi en Tokio.
La relación con los sindicatos fue siempre un problema difícil para los JNR: dado que a los trabajadores públicos se les prohibió ir a huelga, se llevaron a cabo protestas menores que provocaron retrasos en los trenes. El 13 de marzo de 1973 estos retrasos provocaron una protesta multitudinaria de pasajeros indignados en la Estación de Ageo. Desde el 26 de noviembre al 3 de diciembre de 1975 los sindicatos ferroviarios emprendieron una huelga de 8 días de duración que acabó en un importante fracaso.

### Privatización

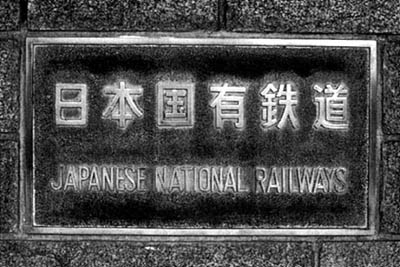
Placa de la JNR situada en al entrada de su sede en Tokio, hacia 1985.

En 1987 la deuda de la JNR alcanzó la cifra de 27 billones de yenes (280.000 millones en 2009 según las tasas de cambio), mientras que la empresa estaba gastando 147 yenes por cada 100 que ganaba. El gobierno conservador del entonces primer ministro Yasuhiro Nakasone se había marcado como objetivo la privatización de la compañía estatal de ferrocarriles, argumentando la necesidad de cortar el creciente déficit. A pesar de la fuerte resistencia de algunos sectores sociales y partidos políticos, el proyecto privatizador se logró sacar adelante y por una ley de la Dieta de Japón del 1 de abril de 1987 la JNR fue privatizada y dividida en siete compañías ferroviarias (6 de pasajeros y una de mercancías), que fueron colectivamente denominadas como Grupo Japan Railways. La entidad que a largo plazo se hizo cargo de la JNR fue la Agencia de Liquidación de los Ferrocarriles Nacionales de Japón (日本国有鉄道清算事業団 Nihon Kokuyū Tetsudō Seisan Jigyōdan?) y las deudas pendientes de la antigua corporación se transfirieron a la contabilidad general del presupuesto nacional.
Cuando a mediados de los años 80 fue propuesta de la privatización de los Ferrocarriles Estatales, los sindicatos de la JNR se opusieron enérgicamente a esta medida e hicieron una fuerte campaña en su contra. Sin embargo, esto no evitó la privatización de 1987.
Las listas de los trabajadores a ser contratados por las nuevas compañías del Grupo JR fueron elaboradas por la antigua JNR. En aquel entonces hubo una considerable presión sobre los miembros del sindicato ferroviario a abandonar su afiliación, y después de un año los miembros del llamado "Sindicato Nacional de Trabajadores Ferroviarios" (国鉄労働組合 Kokutetsu-rōdō-kumiai?), abreviado Kokuro, se redujeron de 200.000 a 44.000. Los trabajadores que habían apoyado la privatización, o que habían abandonado el Kokuro, fueron contratados con sueldos sustancialmente más altos que los miembros del sindicato.

## Red

### Ferrocarriles

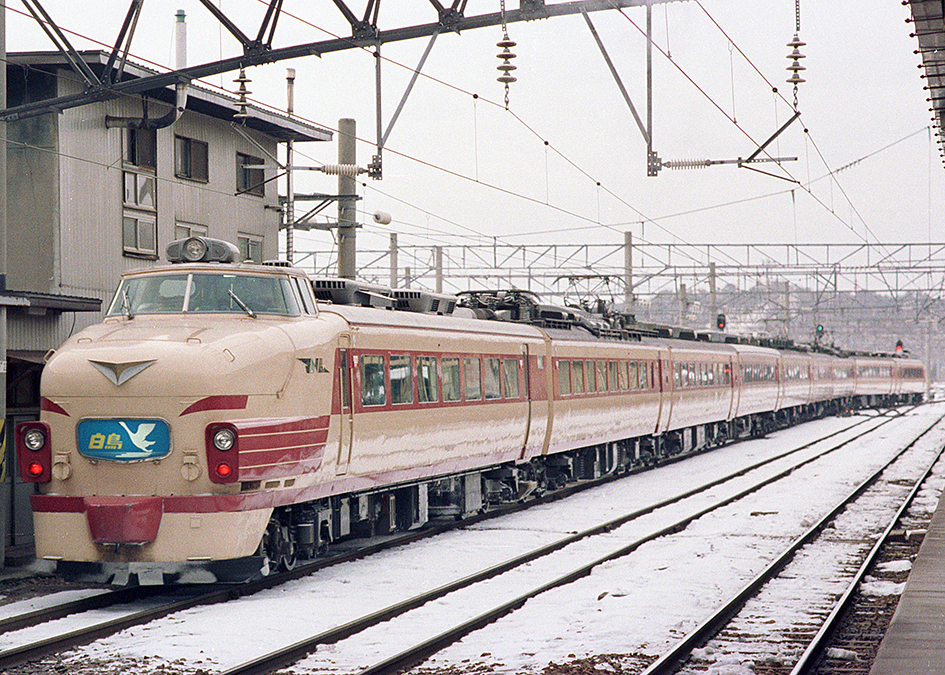
Tren de la Serie JNR 485, "Hakucho", hacia 1987

Para el 1 de junio de 1949, la fecha del establecimiento de la JNR, esta operaba 19.756,8 km de vías de 1067 mm en 46 prefecturas (excepto Okinawa, que no disponía de ferrocarril). Hacia 1981 la red se había ampliado hasta los 21.421,1 km de líneas regulares (excepto las líneas de Shinkansen), aunque posteriormente estas se redujeron a 19.633,6 km a fecha de 31 de marzo de 1987. La JNR operaba todos los servicios ferroviarios de pasajeros y mercancías del país.
El Shinkansen, que constituyó en su día el primer Ferrocarril de alta velocidad, fue estrenado por la JNR en 1964. A finales de 1987, la compañía ya había construido 4 nuevas líneas de alta velocidad:
- Tōkaidō Shinkansen: completada en 1964.
- Sanyō Shinkansen: completada en 1975.
- Tōhoku Shinkansen: sería terminada en 1987.
- Jōetsu Shinkansen: completada en 1982.

### Autobuses

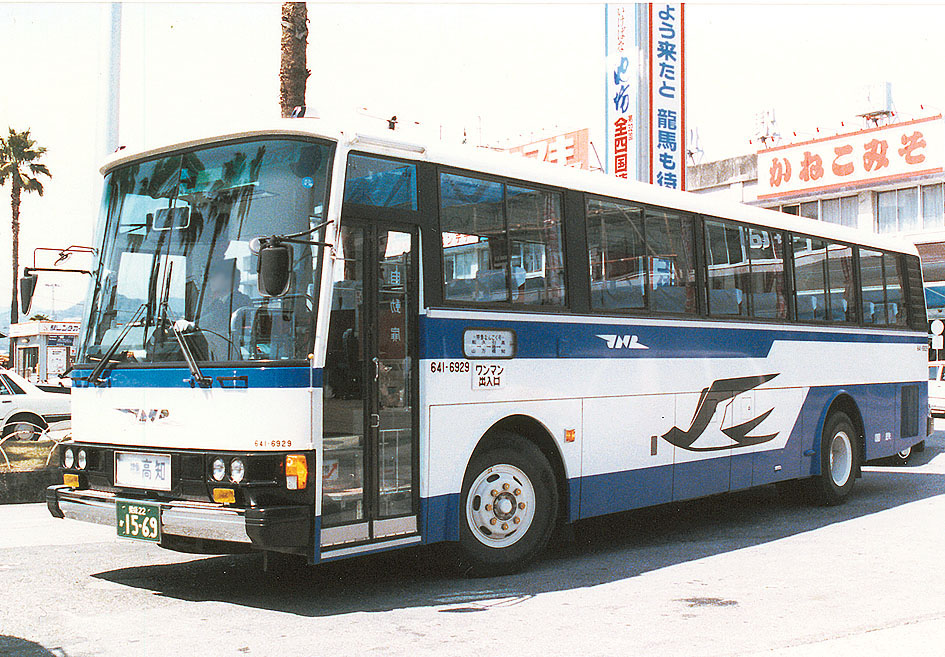
Bus de la JNR.

La JNR también operó varias líneas de autobuses como suplentes o sustitutas de los ferrocarriles. A diferencia de la gestión ferroviaria, en este ámbito los autobuses de la JNR no fueron superiores a otros operadores locales. En la actualidad, las compañías JR Bus son las herederas de este servicio.

### Barcos
La JNR operó también servicios de Ferrys para conectar las redes ferroviarias de todo el país separadas por el mar:
- Ferry de Kanmon: Desde la Estación de Shimonoseki (Yamaguchi) a la Estación de Mojikō (Fukuoka). Dejó de prestar servicios en 1964.
- Ferry de Miyajima: Desde la Estación de Miyajimaguchi a la Estación de Miyajima (Hiroshima).
- Ferry de Nihori: Desde la Estación de Nigata (Hiroshima) a la Estación de Horie (Ehime). Dejó de prestar servicios en 1982.
- Ferry de Ōshima: Desde la Estación de Ōbatake a la Estación de Komatsukō (Yamaguchi). Dejó de prestar servicios en 1976.
- Ferry de Seikan: Estación de Aomori (Aomori) a la Estación de Hakodate (Hokkaidō).
- Ferry de Ukō: Desde la Estación de Uno (Okayama) a la Estación de Takamatsu (Kagawa).

Las tres rutas que seguían operativas fueron asignadas a compañías del Grupo JR en 1987, aunque hacia 2010 solo el Ferry de Miyajima continuaba activo.